# イカイ
株式会社イカイ（英称：IKAI Co.,Ltd）は、静岡県沼津市に本社を置く企業。

## 概略
構内請負・人材派遣などアウトソーシング全般を扱っている。
イカイ本社は事業持株会社として県内外、海外の子会社と合わせてイカイグループを形成している。

## 沿革
- 1970年 伊海製作所として設立。県下の玩具メーカーにおける製造等を請け負っていた。
- 1978年 伊海総業有限会社に変更。
- 1982年 株式会社化。
- 1995年
  - 株式会社イカイに社名変更。
  - 富士営業所を分社化。
- 1996年 沼津・湖西営業所を分社化。
- 1997年 藤枝・厚木営業所を分社化。
- 1998年 御殿場・静岡・磐田営業所を分社化
- 2003年 茨城営業所を分社化。
- 2007年 株式会社イカイ掛川・株式会社イカイ三島を設立。

## 企業スポーツ
イカイグループではバスケットボール・女子サッカー・フットサル・テニスなど企業スポーツにも力を注いでいる。
中でも本社男子バスケットボール部のイカイレッドチンプスは、2006年に創部し、日本バスケ界の名将として知られる小浜元孝の元、創部3年目の2008-2009年シーズンに全日本総合バスケットボール選手権大会に初出場、以降全国大会の常連として活躍を続けている。